# Komitet Nauk Prawnych Polskiej Akademii Nauk
Komitet Nauk Prawnych Polskiej Akademii Nauk – jednostka organizacyjna Polskiej Akademii Nauk utworzona w 1952. Zakres działania Komitetu obejmuje problematykę nauk prawnych, w tym: historii prawa, historii doktryn polityczno-prawnych oraz badania nad kulturą prawną.
Komitet pełni funkcję Komitetu Narodowego ds. Współpracy z Międzynarodowym Stowarzyszeniem Nauk Prawnych.
W skład prezydium Komitetu w kadencji 2020–2023 wchodzą:
- Przewodniczący: Robert Grzeszczak
- Zastępca i Zastępczyni przewodniczącego: Jacek Barcik, Karolina Wierczyńska
- Członkinie i Członkowie Prezydium: Irena Rzeplińska, Anna Wyrozumska, Marek Zubik[1].

## Członkowie
W kadencji 2020–2023
| - Jacek Barcik - Stanisław Biernat - Wojciech Brzozowski - Marek Chmaj - Zbigniew Ćwiąkalski - Wojciech Dajczak - Robert Grzeszczak - Witold Klaus - Hubert Izdebski - Zbigniew Kmieciak - Bartłomiej Krzan - Franciszek Longchamps de Bérier | - Ewa Łętowska - Ryszard Piotrowski - Jerzy Pisuliński - Janusz Raglewski - Irena Rzeplińska - Andrzej Sakowicz - Bronisław Sitek - Krzysztof Skotnicki - Marek Smolak - Andrzej Szmyt - Monika Szwarc - Kazimierz Ujazdowski | - Stanisław Waltoś - Karolina Wierczyńska - Grzegorz Wierczyński - Zbigniew Witkowski - Andrzej Wróbel - Anna Wyrozumska - Mirosław Wyrzykowski - Jerzy Zajadło - Mariusz Załucki - Marek Zubik |

W kadencji 2015–2019
| - Marek Andrzejewski - Ewa Bagińska - Bogusław Banaszak (zmarł w trakcie kadencji) - Krystyna Chojnicka - Jerzy Ciapała - Władysław Czapliński - Wojciech Dajczak - Andrzej Dziadzio - Tomasz Giaro - Robert Grzeszczak - Michał Kowalski | - Krzysztof Krajewski - Franciszek Longchamps de Bérier - Ewa Łętowska - Jerzy Malec - Ryszard Markiewicz - Ryszard Mojak - Henryk Olszewski - Konrad Osajda - Jerzy Pisuliński - Krzysztof Rączka - Mirosław Sitarz | - Bronisław Sitek - Krzysztof Skotnicki - Andrzej Szmyt - Stanisław Waltoś - Andrzej Wróbel - Mirosław Wyrzykowski - Kamil Zaradkiewicz - Fryderyk Zoll - Marek Zubik - Helena Żakowska-Henzler. |

W kadencji 2011–2015
| - Bogusław Banaszak - Jan Błeszyński - Janusz Borkowski (zmarł w trakcie kadencji) - Jerzy Ciapała - Zbigniew Ćwiąkalski - Wojciech Dajczak - Kazimierz Działocha - Marian Filar - Józef Frąckowiak - Tomasz Giaro | - Wojciech Góralski - Stanisław Grodziski - Hubert Izdebski - Zbigniew Kmieciak - Leszek Kubicki - Franciszek Longchamps de Bérier - Ewa Łętowska - Ryszard Mojak - Henryk Olszewski - Konrad Osajda | - Monika Płatek - Mirosław Sitarz - Bronisław Sitek - Andrzej Szmyt - Stanisław Waltoś - Piotr Winczorek (zmarł w trakcie kadencji) - Sławomira Wronkowska-Jaśkiewicz - Mirosław Wyrzykowski - Adam Zieliński - Marek Zubik |

## Przewodniczący (lista niepełna)
- 1972–1978: Zygmunt Rybicki
- 2011–2015: Mirosław Wyrzykowski
- 2015–2018: Marek Zubik
- 2020–2023: Robert Grzeszczak